# Lytta unguicularis
Lytta unguicularis är en skalbaggsart som först beskrevs av Leconte 1866.  Lytta unguicularis ingår i släktet Lytta och familjen oljebaggar. Inga underarter finns listade i Catalogue of Life.